# Ішпан
І́шпан (жу́пан) ( угор. ispán, лат. comes, comes parochiae, comes castri, comes comitatus, comes provinciae) — посада голови  адміністрації комітату в Угорському королівстві, яка існувала з XI століття до 1918 року. Ішпани призначались королем Угорщини з числа магнатів.

## Етимологія
В письмових документах назва «і́шпан» вперше зустрічається у 777 році в установчих листах Кремсмінстерського Абатства як назва сановника. В угорській мові слово ішпан з'явилося після входження до складу Угорщини системи слов'янських жупаній Великоморавської держави. Широкого вжитку назва набула за часів Іштвана I (997–1038), який провів адміністративну реформу, в результаті чого королівство було поділено на комітати.
Назва «жу́пан»  — слов'янського походження, тотожна лат. comes — граф. Є спільнокореневою зі словами пан, шпан тощо. Вперше трапляється в письмових джерелах дунайських булгар та аварів. Назва вживалася в Хорватії, Словаччині та в деяких регіонах Карпатського басейну Згідно з  Костянтином Порфірородним, придунайськими слов'янами (хорватськими сербами) керували жупани - старці. Також він вказує, що країна хорватів була розділена на жупи (zupania), а жупанами (Zupanus sea jupanus) у сербів та деяких інших слов'ян, крім сербів, називалися начальники провінції або держави.

## Історія
В ранньофеодальній Угорщині ішпани очолювали судово-адміністративну гілку влади на території комітатів. Вони зазвичай призначалися на певний термін королем Угорщини і могли бути в будь-який час зміщені з посади. Посада ішпана була сполучною ланкою між королівською адміністрацією та дворянським самоврядуванням комітатів. Ішпани були відповідальні за підтримання порядку, вирішення судових спорів, збір податків і натурального оброку королю, а також за організацію оборони свого регіону. Резиденція ішпанів знаходилася в замку, який грав роль адміністративного центру комітату. Фінансування діяльності ішпанів та їх апаратів здійснювалося шляхом утримання однієї третини з податків, зібраних для короля на території комітату. За своїм статусом угорські ішпани  відповідали графам імперії Карла Великого. Імена перших ішпанів-сподвижників Іштвана I увіковічнені в назвах деяких комітатів — Сабольч, Хонті, Чонад.

## Похідні титули

### Фоішпан (наджупан)
У періоди посилення централізації влади повноваження голів комітатів істотно розширювалися, що призвело до появи в XVI столітті нового титулу голови комітатського адміністрації, який мав назву фо́ішпан (угор. főispán, лат. supremus comes — головний ішпан).  У  XV-XVIII ст. влада фоішпанів була спадковою. Пізніше фоішпан — довірена особа уряду — призначався королем або регентом за пропозицією міністра внутрішніх справ. Мав право контролю над виборною адміністрацією.

### Алішпан (піджупан)
Кожен ішпан комітату призначав свого заступника —  ал́ішпана (віцеішпана) (угор. alispán, лат. vicecomes). Вперше в письмових документах згадується у 1113 році під назвою лат. curialis comes.
Починаючи з XIII століття значення посади ал́ішпана поступово зростало. Оскільки ішпанами комітатів зазвичай призначалися наближені  до короля магнати, а також вищі посадові особи королівської адміністрації (палатин, скарбник тощо), саме на алішпана лягла основна робота в комітатах, а особи, які займали цю посаду, стали фактичними керівниками комітатського самоврядування. З XV століття існував звичай призначення алішпана з числа місцевих дворян, в результаті чого елемент дворянського самоврядування в комітатській системі різко зріс. У 1504 році був прийнятий закон, яким передбачалась необхідність схвалення кандидатури алішпана комітатськими зборами. Алішпан, як вищий виборний чиновник комітату, не підкорявся фоішпану. В періоди посилення централізації (як, наприклад, у першій половині  XIX століття) фоішпани повертали собі владу над комітатами, а повноваження алішпанів скорочувалися.